# Ист Масапиква (Њујорк)
Ист Масапиква (енгл. East Massapequa) насељено је место без административног статуса у америчкој савезној држави Њујорк.

## Демографија
По попису из 2010. године број становника је 19.069, што је 496 (-2,5%) становника мање него 2000. године.
| Група             | 2000.          | 2010.          |
| Белци             | 15.013 (76,7%) | 14.098 (73,9%) |
| Афроамериканци    | 2.415 (12,3%)  | 2.426 (12,7%)  |
| Азијати           | 437 (2,2%)     | 406 (2,1%)     |
| Хиспаноамериканци | 1.466 (7,5%)   | 1.929 (10,1%)  |
| Укупно            | 19.565         | 19.069         |